# Forxás de Montes (Allariz)
Forxás de Montes es un lugar situado en la parroquia de Seoane, del concello de Allariz, en la provincia de Orense, Galicia, España.